# Eremiaphila cycloptera
Eremiaphila cycloptera es una especie de mantis de la familia Eremiaphilidae.

## Distribución geográfica
Se encuentra en Jordania.